# Bartolomé Daneri
Bartolomé Daneri (ur. 26 lutego 1885 w La Placie, zm. ?) – argentyński lekarz i urzędnik konsularny.
Urodził się w rodzinie hodowcy bydła Bartolomé Daneri, ojca. Ukończył gimnazjum w La Plata, studiował medycynę na uniwersytecie w Buenos Aires, później w Wiedniu, Berlinie i Paryżu. W 1909 uzyskał tytuł dr medycyny i praktykował w charakterze asystenta w klinice otolaryngologii na uczelni w Paryżu (do 1912, następnie 1919–1920) oraz w Wiedniu, Berlinie i Pradze. Był zatrudniony w szpitalach Buenos Aires - Rivadavia & Francis, Parmenio Piñero, morskim i SanRoque. Wstąpił do argentyńskiej służby zagranicznej - pełnił funkcję konsula w Konstantynopolu (1923-1924), konsula generalnego w Gdańsku (1924-1931) i Hamburgu (1934–1943).